# Leichtathletik-Europameisterschaften 1946/3000 m Hindernis der Männer

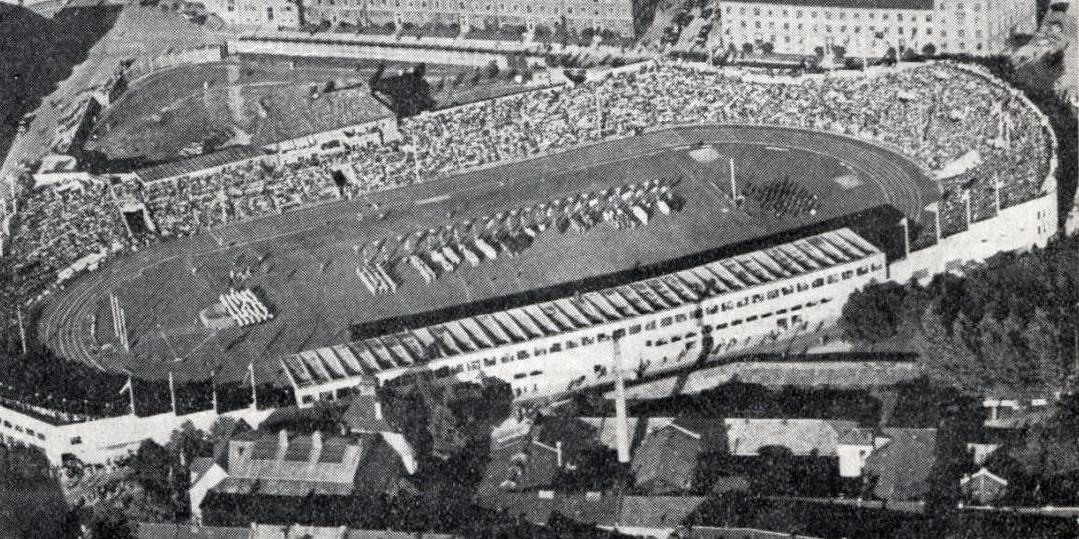
Das Bislett-Stadion in Oslo kurz nach den Europameisterschaften

Der 3000-Meter-Hindernislauf der Männer bei den Leichtathletik-Europameisterschaften 1946 wurde am 25. August 1946 im Bislett-Stadion der norwegischen Hauptstadt Oslo ausgetragen.
Mit Silber und Bronze gab es zwei Medaillen für Schweden. Europameister wurde der Franzose Raphaël Pujazon, der die favorisierten Schweden überraschend besiegte. Den zweiten Platz belegte Weltrekordler Erik Elmsäter. Bronze ging an Tore Sjöstrand.

## Bestleistungen / Rekorde
Anmerkung:
Rekorde wurden über 3000 Meter Hindernis mit Ausnahme von Meisterschaftsrekorden wegen der noch nicht standardisierten Hindernisaufstellungen erst ab 1953 geführt.

### Bestehende Bestleistungen / Rekorde
| Weltbestleistung     | 8:59,6 min | Erik Elmsäter | Stockholm, Schweden  | 4. August 1944    |
| Europabestleistung   | 8:59,6 min | Erik Elmsäter | Stockholm, Schweden  | 4. August 1944    |
| Meisterschaftsrekord | 9:16,2 min | Lars Larsson  | EM Paris, Frankreich | 4. September 1938 |

### Verbesserungen von Bestleistungen / Rekorden
In Rennen am 25. August wurde der bestehende EM-Rekord verbessert und außerdem gab es drei nationale Bestleistungen.
- Meisterschaftsrekord:
  - 9:01,4 min – Raphaël Pujazon, Frankreich
- Nationale Bestleistungen:
  - 9:01,4 min – Raphaël Pujazon, Frankreich
  - 9:18,8 min – Alf Olesen, Dänemark
  - 9:33,4 min – Jindřich Roudný, Tschechoslowakei

## Finale
25. August 1946

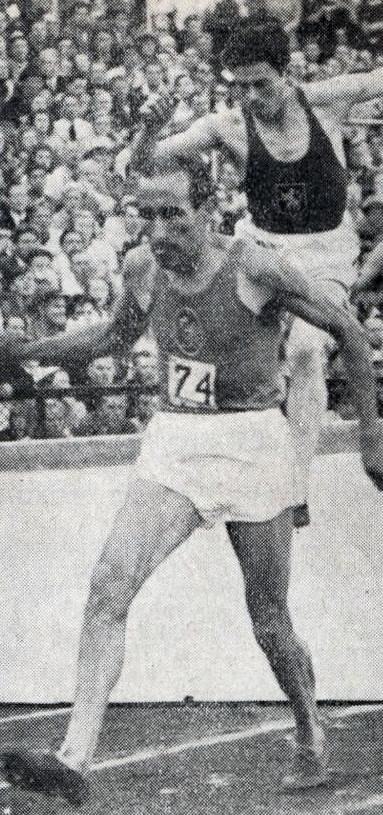
Überraschungs-
europameister Raphaël Pujazon (links)

In diesem Wettbewerb gab es keine Vorläufe. Da nur elf Teilnehmer antraten, konnten alle Athleten gemeinsam das Finale bestreiten.
| Platz | Name                   | Nation           | Zeit (min)     |
| ----- | ---------------------- | ---------------- | -------------- |
| 1     | Raphaël Pujazon        | Frankreich       | 09:01,4 CR/NBL |
| 2     | Erik Elmsäter          | Schweden         | 09:11,0        |
| 3     | Tore Sjöstrand         | Schweden         | 09:14,0        |
| 4     | Alf Olesen             | Dänemark         | 09:18,8 NBL    |
| 5     | Jean Gallet            | Frankreich       | 09:19,6        |
| 6     | Pentti Siltaloppi      | Finnland         | 09:21,0        |
| 7     | Jindřich Roudný        | Tschechoslowakei | 09:33,4 NBL    |
| 8     | Marcel Vandewattyne    | Belgien          | 09:37,0        |
| 9     | Vasilios Mavrapostolos | Griechenland     | 09:41,2        |
| 10    | Tadeusz Swiniarski     | Polen            | 10:22,8        |
| DNF   | Jan Paulů              | Tschechoslowakei |                |

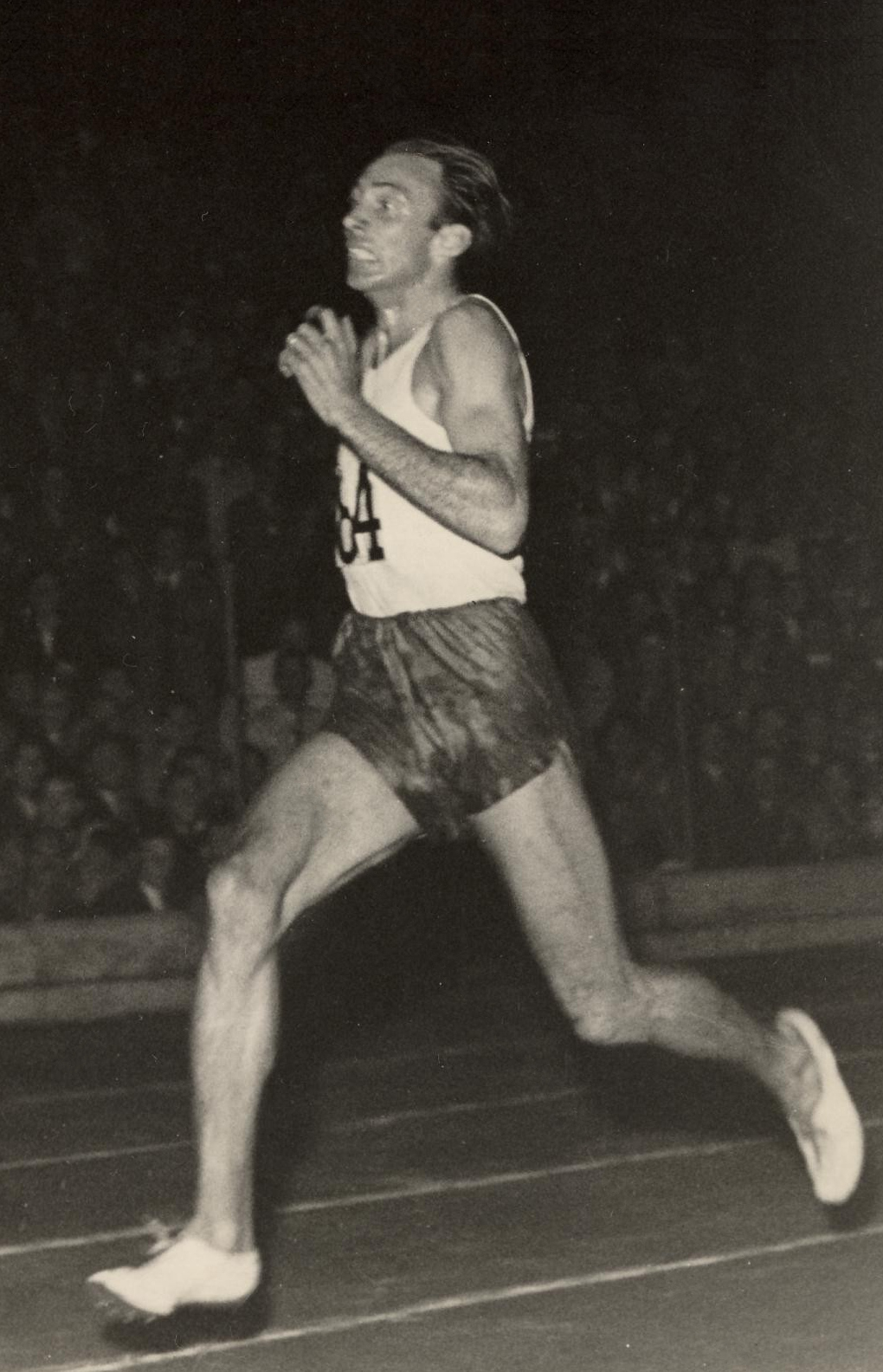
Vizeeuropameister und Weltrekordler Erik Elmsäter
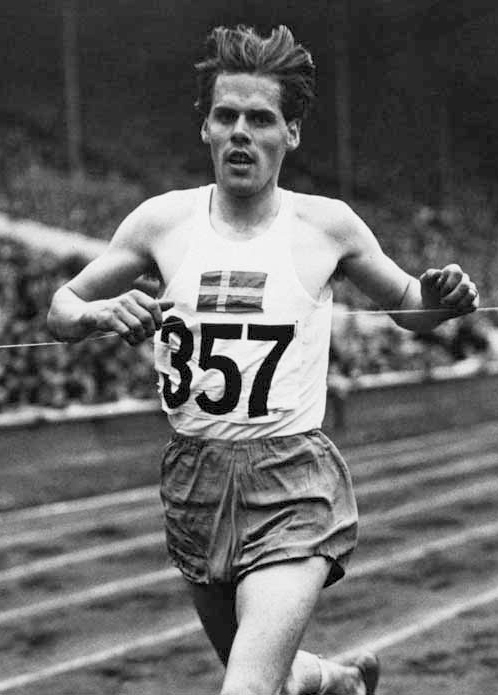
Bronzemedaillengewinner Tore Sjöstrand
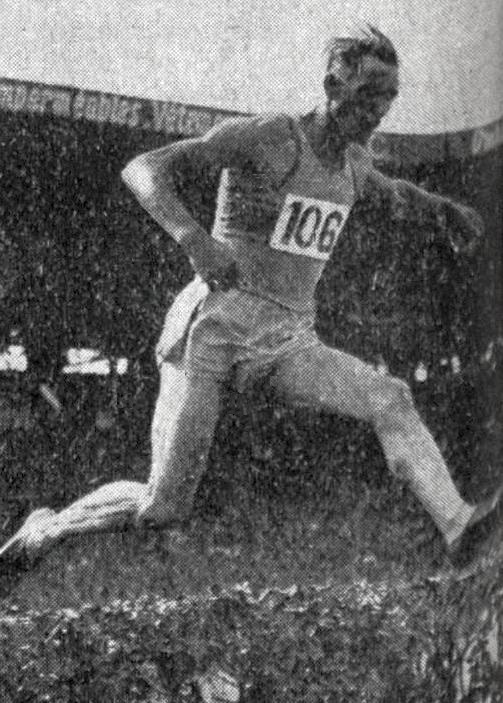
Jean Gallet belegte Rang fünf
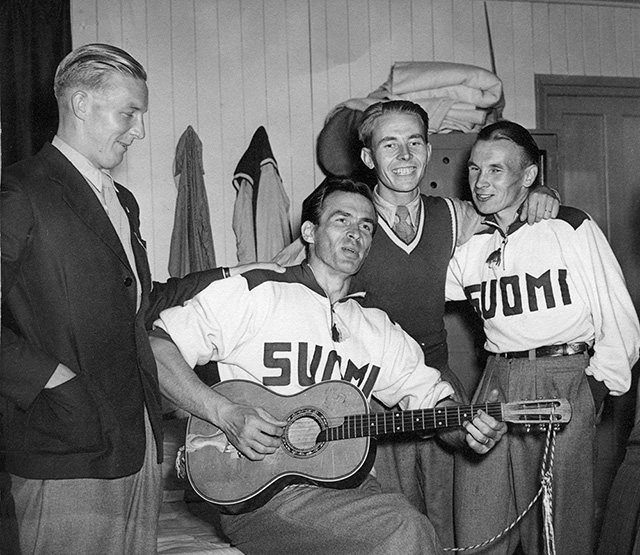
Pentti Siltaloppi (hier bei den Olympischen Spielen 1948 in London als Dritter von links) kam auf den sechsten Platz

## Video
- NORWAY: ATHLETICS: Third day of the European Games (1946), Bereich: 0:51 min bis 1:16 min, youtube.com (englisch), abgerufen am 21. Juni 2022